# Euphorbia gorgonis
Euphorbia gorgonis es una especie de planta suculenta perteneciente a la familia Euphorbiaceae. 

## Descripción
Es una planta suculenta enana,  sin espinas, con el cuerpo principal de la planta globoso o obconico,  con una corona de ramas cortas radiantes en 3-5 series alrededor de un área central plana o deprimida;. disco cubierto de agudos tubérculos cónicos  glabros de color verde, opaca o más o menos teñida con púrpura.  Las hojas rudimentarias, sólo están presente en el crecimiento de los jóvenes y caducan pronto, son amplias, lanceoladas o elípticas, agudas, glabras. La inflorescencia solitaria en las axilas de los tubérculos del disco y ramas, erecta, robusta, teniendo un involucro y 3-5 diminutas brácteas ciliadas. El fruto en forma de  cápsula  subglobosa, con semillas  ovoides, agudas en un extremo, minuciosamente tuberculados, excepto a lo largo de un espacio estrecho por el lado ventral, de color gris-negruzco. 

## Distribución
Se encuentra en Sudáfrica en la región de la Costa entre  las colinas  y el río Zwartkops.

## Taxonomía
Euphorbia akenocarpa fue descrito por Alwin Berger y publicado en Botanische Jahrbücher für Systematik, Pflanzengeschichte und Pflanzengeographie 45: 230. 1910.
Etimología
Euphorbia: nombre genérico que deriva del médico griego del rey Juba II de Mauritania (52 a 50 a. C. - 23), Euphorbus, en su honor – o en alusión a su gran vientre –  ya que usaba médicamente Euphorbia resinifera. En 1753 Carlos Linneo asignó el nombre a todo el género.
gorgonis: epíteto